# タイタンフォール オンライン
『タイタンフォール オンライン』（英: Titanfall Online、韓国語:  타이탄폴 온라인）は、ネクソンが開発、エレクトロニック・アーツから発売予定だったタイタンフォールシリーズの作品である。

## 概要
ネクソンはエレクトロニック・アーツと協力をする事に決定した。タイタンフォール オンラインは『タイタンフォール』のグラフィックや性能を向上（リメイク作品として）させ、PC版にて発売する予定であった。2018年7月9日に開発または販売を中止する事を発表された。

## 開発中止
タイタンフォールシリーズは主にPlayStationやXboxを中心に発売しているゲームソフトであったため、『バトルフィールド オンライン』と類似するPCオンラインゲーム専用として開発されていた。韓国で配信し、後に日本や中華人民共和国、アジア各国にて市場を広げる予定であった。3年ほど開発が進められていたが、ゲームに求められる市場に適応されていない事と、ゲームプレイの結果が社内で好評では無かった事を理由に発売が中止となった。